# Satu Mare, Arad
Satu Mare (sârbă Наћфала) este un sat în comuna Secusigiu din județul Arad, Banat, România.

## Legături externe

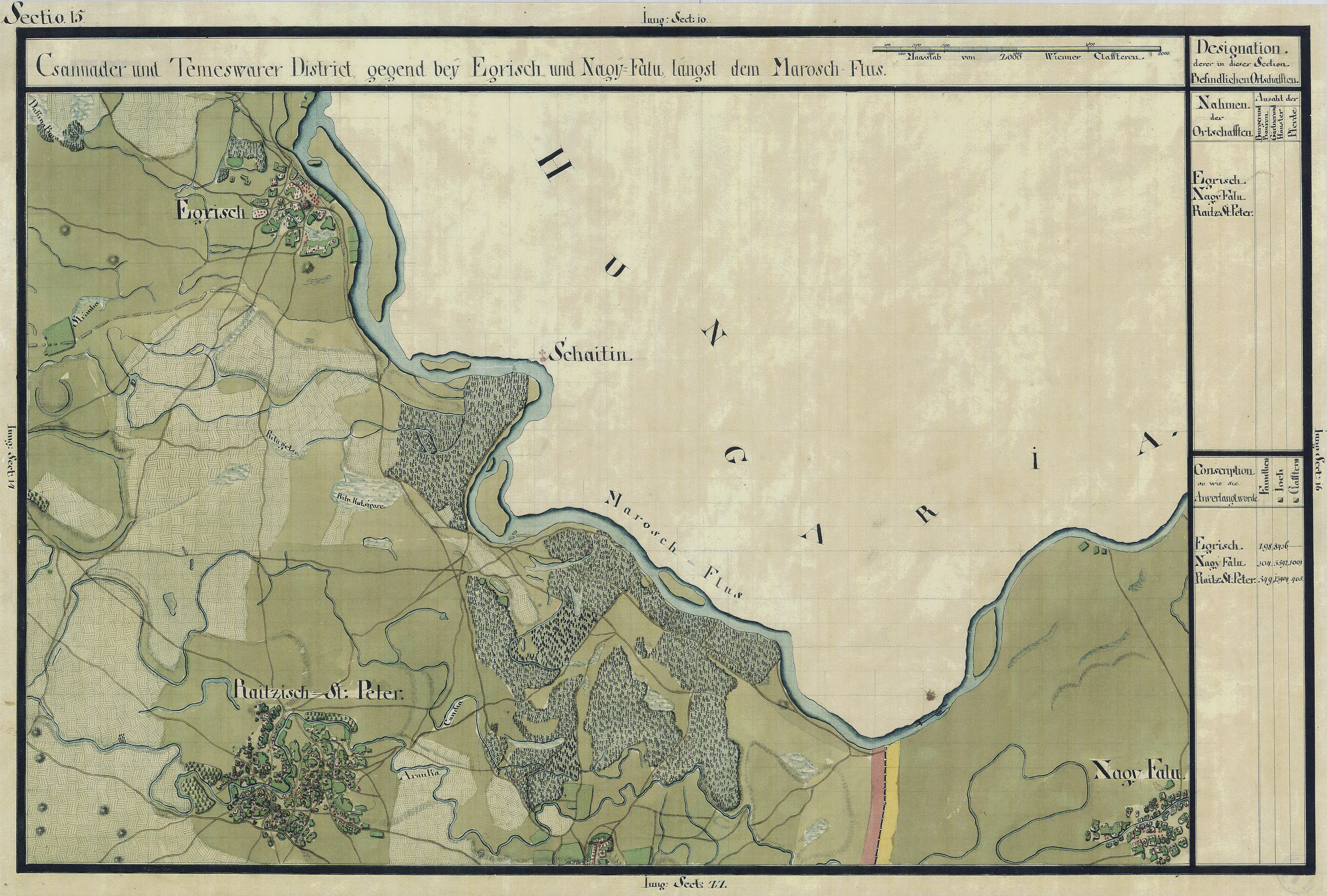
Satu Mare în Harta Iosefină a Banatului